# 651

## Evenimente
- Imperiul Sasanid este cucerit de Califatul Rashidun.

## Decese
- Radoald (Raduald), duce longobard de Benevento (din 646), (n. ?)